# 산업기계 목록

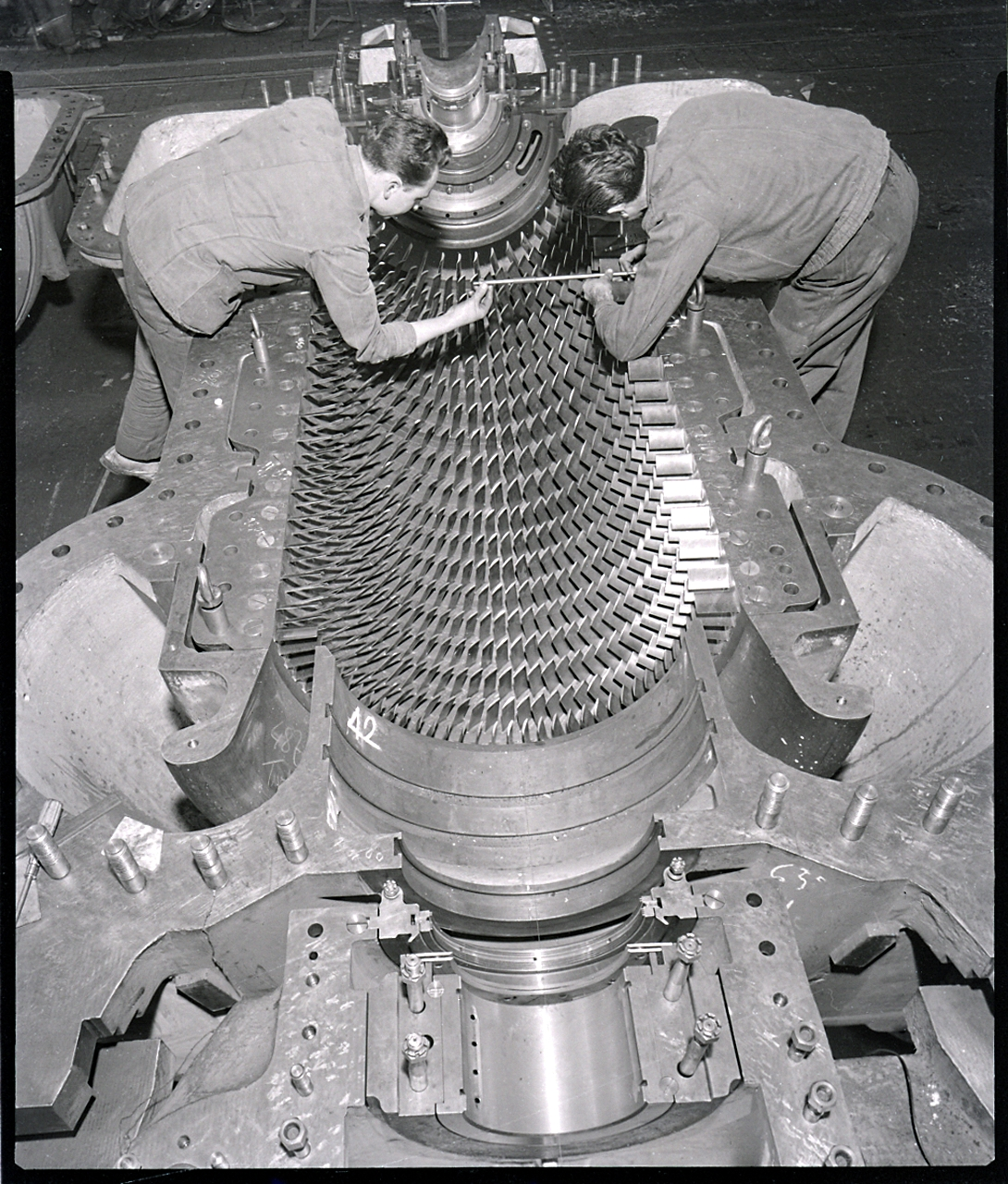

다음은 산업기계 목록이다.

## 속성
- 건설기계
- 기계
- 공작기계
- 도구

## 산업기계
- 농기구
- 산업용 로봇
- 포장
- 제지소
- 제재소
- 제련
- 수차

## 산업공정
- 베서머 법
- 식품 가공
- 제조업
- 광업
- 포장